# Ilia Mashkov
Ilya Ivanovich Mashkov (em russo:  Илья Иванович Машков) (Mikhailovskaya, 20 de julho de 1881 - Moscou, 20 de março de 1944) foi um pintor e artista gráfico russo, um dos mais importantes de sua época e do grupo de pintores Valete de Diamantes (em russo:  Бубновый Валет), um grupo de artistas avant-garde, fundado em 1910, em Moscou.

## Vida pessoal
Nascido na vila cossaca de Mikhailovskaya, perto de Volgogrado, Ilya era de família camponesa. Chegou a Moscou em 1900 e se matriculou na Escola de Pintura, Escultura e Arquitetura de Moscou, cujos professores incluíam Konstantin Korovin e Valentin Serov.
Em 1909, foi expulso da escola por seu espírito livre de pensar e produzir arte, o que ofendeu alguns professores. Aproveitou para viajar por vários países do Leste Europeu, além da Turquia e do Egito. Foi membro da associação "Mir iskusstva" (em russo:  Мир иску́сства) e da Jack of Diamonds.
Seu trabalho reflete a revolução cultural e das cores do início do século XX. As inovações artísticas trazidas por Paul Cézanne e Henri Matisse eram evidentes nos quadros de Ilya, que reproduzia uma energia característica da folk art. Cores vibrantes, expressão turbulenta, combinadas com as leis primárias de simetria caracterizavam o folclore urbano retratado por Ilya. Ele tinha especial interesse em retratar cenas da vida cotidiana e sua expressão. Formas condensadas, contrates dramáticos de cor e texturas exageradas criaram poderosos quadros, que agradaram críticos da época.
Transitando entre vários estilos, eles pintou do pós-impressionismo ao realismo socialista, sempre se mantendo nos retratos do cotidiano, natureza morta e retratos. Ilia expôs no Salon d'Automne, exposição de arte russa e passou a exibir anualmente desde 1906 e no Salon des Indépendants desde 1911.
Participou, em 1913, participou da Exposição Internacional de Arte Moderna, em Amsterdã, no Museu Stedelijk.

## Morte
Ilia faleceu em Moscou, em 20 de março de 1944.

## Legado
Em junho de 2013, durante a Semana de Arte Russa, em Londres, a Christie's vendeu o quadro de Ilia chamado Still life with fruit, pelo valor recorde de 7,3 milhões de dólares. Este quadro foi sua estreia no mercado de arte e tinha sido avaliado, inicialmente, em 1,5-2,3 milhões de dólares.

## Arte selecionada

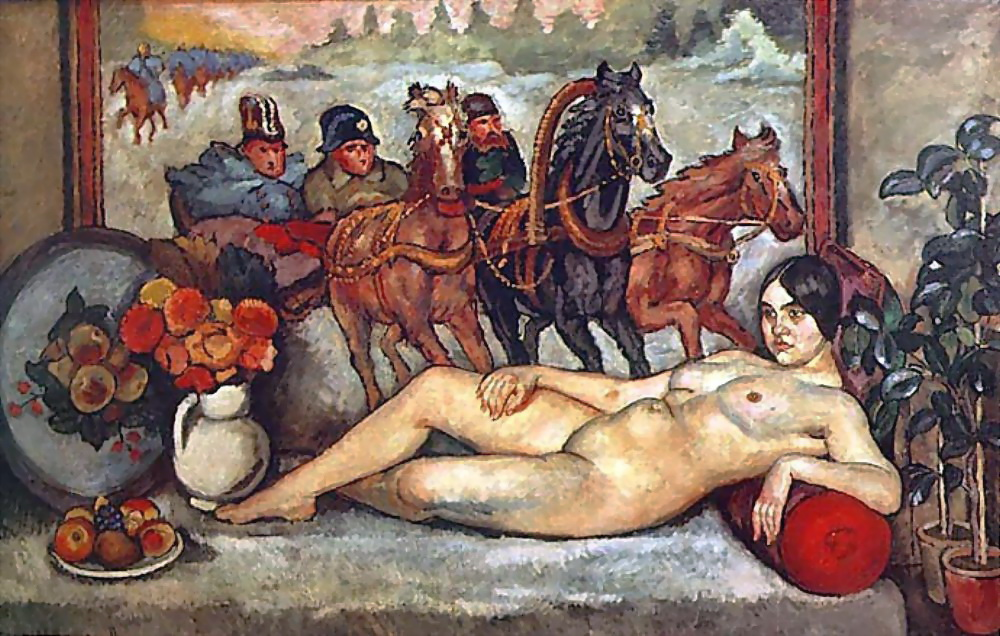
Russian Venus, 1914
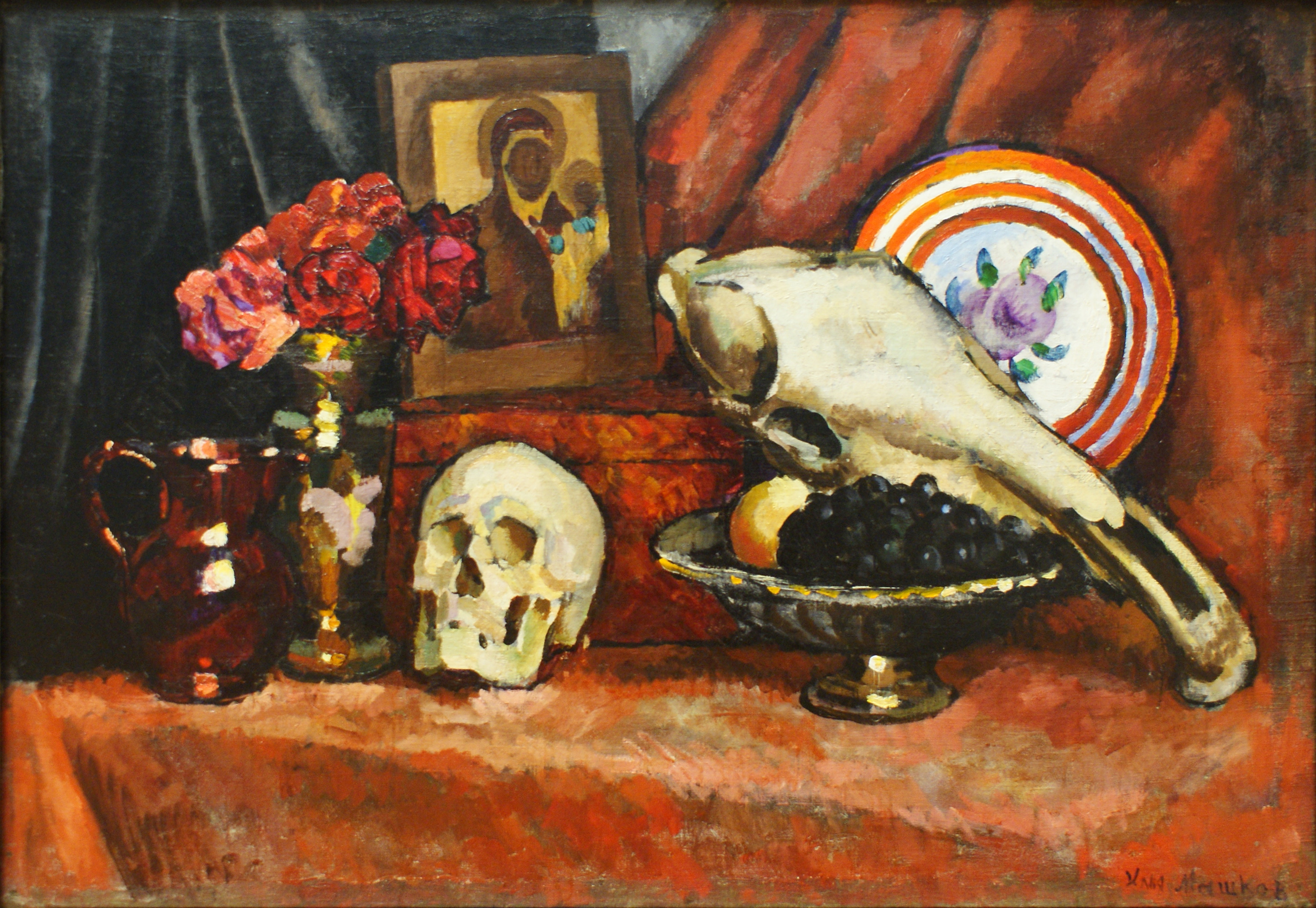
Still life with skulls, 1910
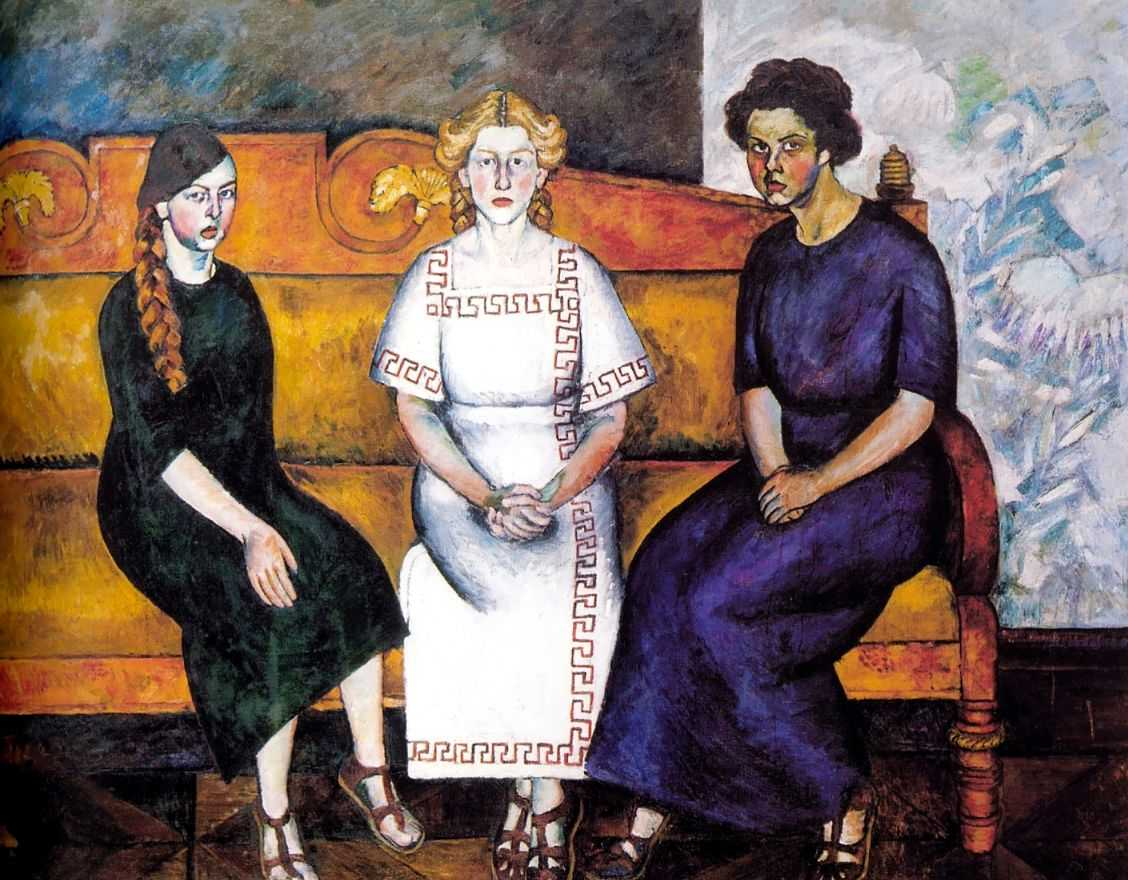
Three sisters, 1911
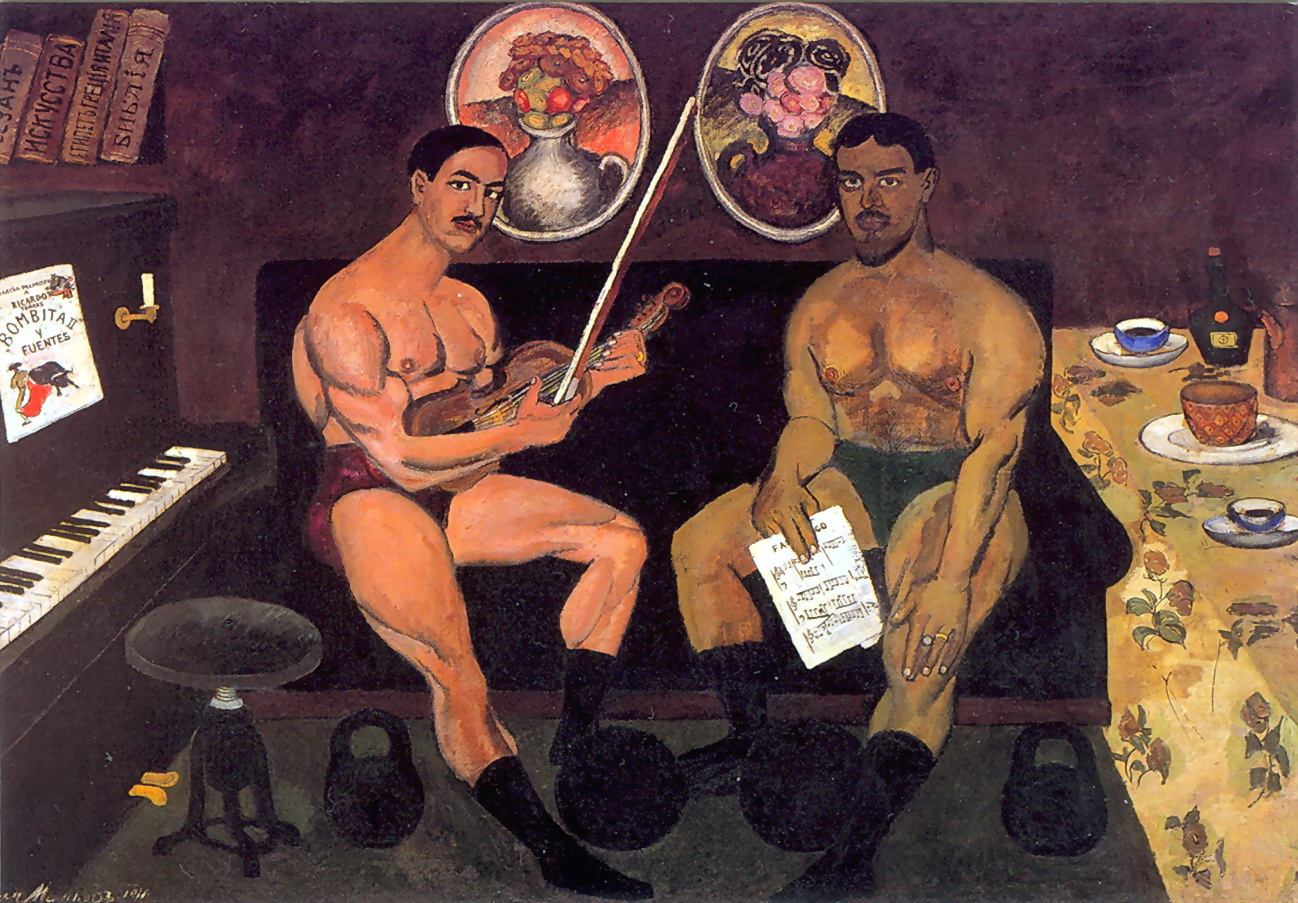
Self-portrait and a Portrait of Pyotr Konchalovsky, 1910